# Travis Wammack
Travis Wammack (Walnut, 18/20 november 1946) is een Amerikaans rockgitarist en songwriter. Hij nam zijn eerste single op toen hij elf jaar oud was en maakte in de jaren zestig en zeventig naam als sessiegitarist voor een aantal bekende artiesten.

## Biografie
Wammack werd geboren in de staat Mississippi en leerde in zijn kindertijd gitaar spelen nadat zijn gezin naar Memphis in de staat Tennessee was verhuisd. Op elfjarige leeftijd nam hij met medewerking van bekende artiesten zijn eerste single op bij Fernwood Records, een lokaal sublabel van Sun Records. De nummers op deze single, Rock and roll blues en I believe in today, had hij zelf geschreven.
In zijn kinderjaren werd hij vooral beïnvloed door muziekstijlen als country en blues. Op jonge leeftijd trad hij op in het voorprogramma van de rockabillyartiesten Carl Perkins en Warren Smith en vanaf 1961 werkte hij als sessiegitarist voor de rockabillymusicus en producer Roland Janes.
In 1964 bracht hij via het label ARA het instrumentale nummer Scratchy uit op single, dat zes weken in de Billboard Hot 100 bleef staan. Op deze single, die hij al in 1961 had opgenomen, maakte hij als eerste gitarist gebruik van fuzztone. Het lukte hem niet om een vervolg in de hitlijsten te krijgen en ondertussen bleef hij als sessiemuzikant werkzaam voor Janes. In 1966 verhuisde hij naar Muscle Shoals in de staat Alabama. Hier speelde hij bij de Rick Hall's Fame Studios als sessiemuzikant voor talloze artiesten, zoals The Osmonds, Aretha Franklin, Wilson Pickett en Clarence Carter.
In 1972 lukte het hem om twee singles in de hitlijsten te krijgen en - nadat hij naar het label Capricorn was overgestapt - behaalde hij in 1975 zijn grootste hit met (Shu-doo-pa-poo-poop) Love being your fool die op nummer 38 van de Billboard Hot 100 terechtkwam. Ook had hij later dat jaar nog een bescheiden hit met het nummer Easy evil. Daarna speelde hij opnieuw voor andere artiesten, zoals voor Little Richard, Percy Sledge, Tony Joe White en The Allman Brothers Band. Op eigen titel bracht hij bij elkaar tientallen singles uit en daarnaast meer dan tien albums.
Hij werd onder meer in 1999 onderscheiden met een Studio Musician Award, een prijs die wordt uitgereikt door de Alabama Music Hall of Fame.

## Discografie

### Singles
Hieronder volgt een deel van de singles van Wammack:
| Jaar | single                                     | piekpositie | opmerking                   |
| ---- | ------------------------------------------ | ----------- | --------------------------- |
| 1957 | Rock and roll blues                        | -           | debuutsingle                |
| 1964 | Scratchy                                   | 80          | instrumentaal               |
| 1964 | Fire fly                                   | -           |                             |
| 1965 | Two little love birds                      | -           |                             |
| 1965 | Distortion part 1                          | -           |                             |
| 1965 | Something else                             | -           |                             |
| 1966 | Have you ever had the blues                | -           |                             |
| 1966 | Louie Louie                                | -           |                             |
| 1967 | Night train                                | -           | Forrest/Washington/Simpkins |
| 1969 | Wolverton mountain                         | -           |                             |
| 1970 | Parchman farm                              | -           |                             |
| 1970 | Twanging my thang                          | -           |                             |
| 1972 | Whatever turns you on                      | 95          |                             |
| 1972 | How can I tell you                         | 68          |                             |
| 1972 | So good                                    | -           |                             |
| 1973 | New Orleans                                | -           |                             |
| 1975 | (Shu-doo-pa-poo-poop) Love being your fool | 38          |                             |
| 1975 | Easy evil                                  | 72          |                             |
| 1975 | You've got your troubles                   | -           |                             |
| 1977 | Do me                                      | -           |                             |
| 1978 | Hold on to your hiney                      | -           |                             |

### Albums
Hieronder volgt een deel van de albums van Wammack:
| Jaar | album                                    |
| ---- | ---------------------------------------- |
| 1972 | Travis Wammack                           |
| 1975 | Not for sale                             |
| 1982 | A man... and a guitar                    |
| 1982 | Follow me                                |
| 1987 | That scratchy guitar from Memphis        |
| 2000 | Scr-Scr-Scratchy!                        |
| 2005 | Snake, rattle & roll in Muscle Shoals    |
| 2007 | Memphis + Muscle Shoals = Travis Wammack |
| 2008 | Almost home                              |
| 2008 | Country in my soul                       |
| 2010 | Shotgun woman                            |

- International Standard Name Identifier: 0000 0000 7375 2263
- Library of Congress Control Number: no98006706
- MusicBrainz: f777f2db-f72f-4acb-946d-34429887b365
- Virtual International Authority File: 66081799
- WorldCat: E39PBJy8tyj3PfQKGTHdXYdvpP